# 迪恩施泰因酒窖城堡
迪恩施泰因酒窖城堡（德語：Kellerschlössl Dürnstein）是一个城堡，位于下奧地利州克雷姆斯乡村县的迪恩施泰因。

## 历史
1693年，迪恩施泰因修道院在城外设立酒窖。1719年，院长希罗尼穆斯·乌格尔巴赫在地下酒窖出口上建造了巴洛克风格的酒窖城堡。它是根据雅各布·普兰道尔的初步设计，由蒂罗尔石匠大师加布里埃尔·奥德尔建造。这座建筑不是用来常住，主要用于招待和娱乐。 
1788年，修道院世俗化。两年后，施塔尔亨贝格藩侯收购了修道院的葡萄酒厂和酒窖城堡。1938年，恩斯特 吕迪格 施塔尔亨贝格将酒庄卖给新成立的瓦豪葡萄酒合作社（今天的Domäne Wachau），今天酒庄仍属于合作社。

## 参考

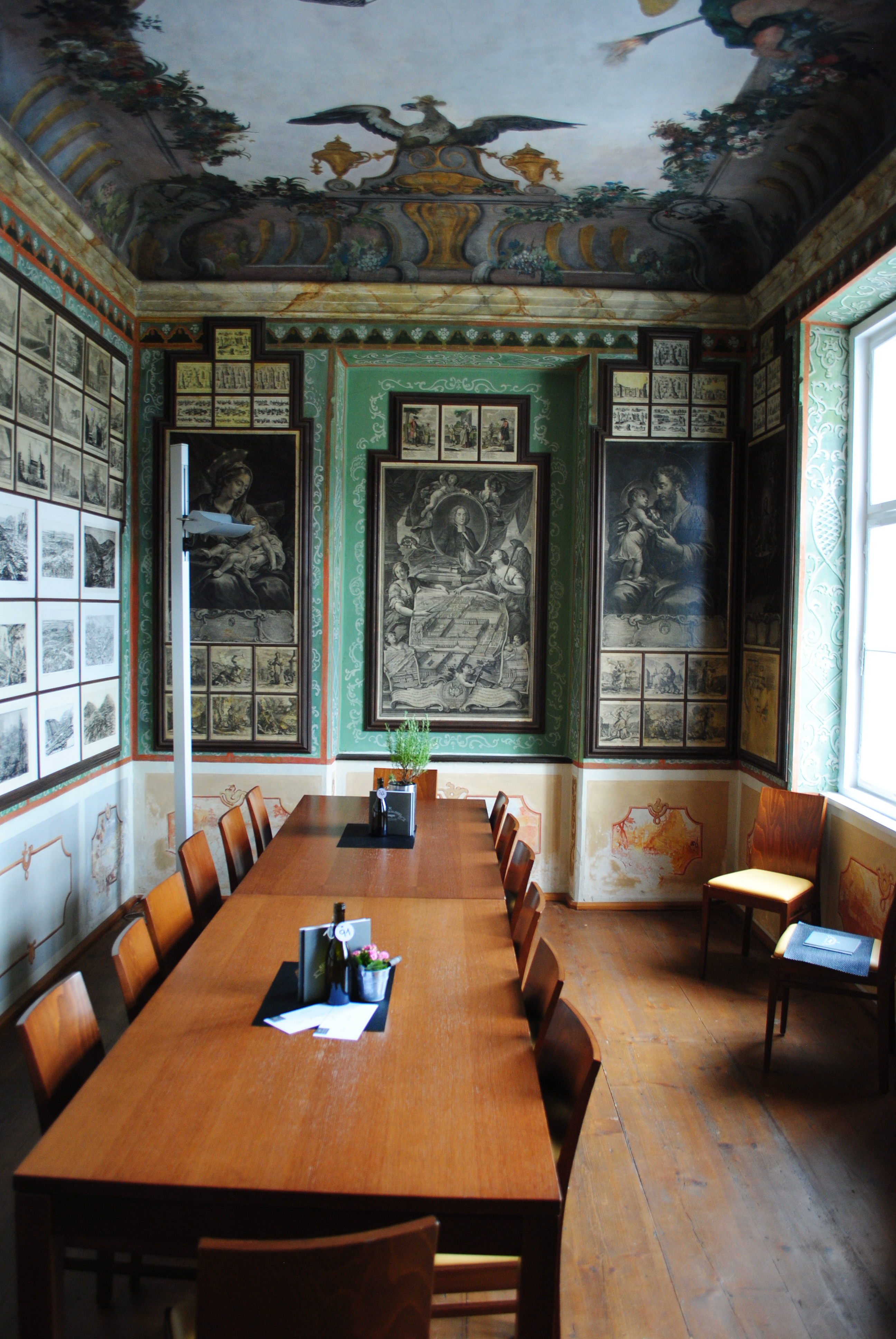